# Kypr (provincie)

Římská provincie Kypr na mapě Římského impéria roku 125

Kypr, latinsky Cyprus, řecky Κύπρου, byla provincie Římské říše. Založena byla ještě za Římské republiky, roku 58 př. n. l. Přešla i do správního systému navazující Byzantské říše a existovala do roku 688, kdy se Byzanc dohodla na společné vládě s Umajjovským chalífátem. Když byli Arabové roku 965 vytlačeni, nahradila starý provinciální správní systém thema Kyprou. Provincie se rozkládala se na ostrově Kypr ve Středozemním moři. Byla velmi důležitou z obchodního hlediska, vyráběla se zde měď, která se vyvážela do celého římského světa. Hlavním městem byl Pafos, od roku 346 pak Constantia (Salamis). K dalším důležitým městům patřil Amathus, Kourion či Kition. Římské období bylo jedním z nejúspěšnějších v historii Kypru. Rozsah obchodu lze archeologicky prokázat prostřednictvím široké škály cizích předmětů nalezených na ostrově, zejména mincí. Rozmach však brzdilo šest velkých zemětřesení, která Kypr za římské éry postihla.
Ač Řím dobyl díky Catovi mladšímu ostrov již roku 58 př. n. l. (na úkor Ptolemaiovského Egypta), funkční správu zde zavedl až roku 31 př. n. l. Jednak správu nejprve svěřil vedení provincie Kilíkie (díky čemuž se prokonzulem Kypru stal nakrátko i známý spisovatel Cicero) a pak byl v té době ochromen občanskou válkou (Julius Caesar a poté i Marcus Antonius věnovali Kypr egyptské královně Kleopatře VII., ale Octavianus ho znovu získal pro Řím, po porážce Marca Antonia i Kleopatry u Actia). Roku 22 př. n. l. tak byl Kypr vyjmut zpod pravomocí prokonzula v Kilíkii a získal samostatnou provinční správu. Zároveň byla provincie prohlášena za senátorskou, tedy bez stálé armády. Kypr tak získal značnou autonomii a jeho kultura zůstala převážně řeckou. Po zničení Jeruzaléma Vespasianem v roce 70 došlo k velkému přílivu židovských uprchlíků na Kypr. K Římu chovali odpor a v letech 115-117 došlo na Kypru k velkému židovskému povstání, jehož obětí se staly desetitisíce helénsky orientovaných Kypřanů (snad až 240 tisíc). Římané povstání potlačili a Židé byly z Kypru vyhnáni. V roce 269 došlo k invazi Gótů, ale Římanům se nakonec podařilo je vytlačit. 
Náboženské otázky na ostrově řídila instituce zvaná Koinon. Historici spekulují o tom, nakolik měla možnost řešit i politické otázky, a lze ji tak považovat za jakousi formu samosprávy. Je jisté, že zavedla na ostrově císařský kult, vedle tradičnějšího uctívání Afrodity, jež se měla dle mytologie zrodit z mořských vln právě u Kypru. Kult Afrodity pravděpodobně zahrnoval posvátnou prostituci, ale nikoli oběti zvířat. Důkazy o císařském kultu prostřednictvím nápisů lze nalézt až do roku 391, kdy ho římský křesťanský císař Theodosius I. postavil mimo zákon. Křesťanské dějiny Kypru jsou ale starší. Již roku 45 sem zavítal apoštol Pavel v doprovodu svatého Barnabáše, rodilého kyperského žida, který se obrátil ke křesťanství, a spolu založili kyperskou církev. Ke konverzi přiměli i římského guvernéra Sergia Paula.